# چاتوچاک
چاتوچاک (به لاتین: Chatuchak District) یک منطقهٔ مسکونی در تایلند است که در بانکوک واقع شده‌است. چاتوچاک ۳۲٫۹۰۸ کیلومتر مربع مساحت و ۱۵۸٬۱۳۰ نفر جمعیت دارد.